# Delicatessen (banda inglesa)
Delicatessen foi uma banda de indie-rock formada em Leicester, Inglaterra no começo da década de 1990, e tinha por integrantes Neil Carlill (vocal, guitarra), Craig Bown (guitarra, flauta), Pete Capewell (baixo) e Stuart Dayman (teclados).
Gravou três álbuns e três singles antes de sua separação, em 1998.

## Discografia

### Singles
- "Inviting Both Sisters to Dinner" (1994, Starfish)
- "C.F. Kane" (1995, Starfish)
- "I'm Just Alive" (1995, Starfish)
- "Monkey Suit" (1996, Starfish)

### Álbums
- Skin Touching Water (1995, Starfish)
- Hustle Into Bed (1996, Starfish)
- There's No Confusing Some People (1998, Viper)